# Liste de films d'horreur avec des rats
Cet article est une liste des films d'horreur, par ordre chronologique, mettant en scène des rats.
- 1959 : The Killer Shrews de Ray Kellogg
- 1971 : Willard de Daniel Mann
- 1972 : Ben de Phil Karlson
- 1976 : Soudain... les monstres de Bert I. Gordon
- 1982 : Les rats attaquent de Robert Clouse
- 1983 : D'origine inconnue de George P. Cosmatos
- 1984 : Les Rats de Manhattan de Bruno Mattei
- 1988 : Ratman de Giuliano Carnimeo
- 1989 : La Malédiction des rats de Damian Lee
- 1990 : La Créature du cimetière de Ralph S. Singleton
- 2001 : Altered Species de Miles Feldman
- 2001 : Rats : L'invasion commence de Jörg Lühdorff
- 2002 : Les Rats de John Lafia
- 2003 : Willard de Glen Morgan
- 2003 : Rats de Tibor Takács
- 2004 : Rats 2 : L'Invasion finale de Jörg Lühdorff
- 2006 : Alerte à Paris ! de Charlotte Brandström